# Музей связи (Донецк)
Музей связи в Донецке открыт 9 июня 2006 года в помещении демонтированной АТС-92 по адресу Комсомольский проспект 22.
Это первый и единственный музей такого рода на Украине. Создан силами коллектива центра технической эксплуатации местной телефонной связи ОАО «Укртелеком» и посвящён развитию телефонной связи в городе Донецке. Идея открытия музея принадлежит Владимиру Пителю.
В экспозиции музея ручная телефонная станция и верхняя часть деревянной опоры для проводов ВЛС с траверсой и изоляторами, телефонные аппараты, таксофоны (с 1951 года), стол контроля таксофонов, измерительные приборы для измерения параметров кабелей связи, кабели разных годов эксплуатации.
Обычным посетителям попасть в музей нельзя даже за деньги. Требуется официальное оформление экскурсии от государственного предприятия и специальное разрешение соответствующего цеха.